# Pandémie de Covid-19 en Tanzanie
La pandémie de Covid-19 en Tanzanie démarre officiellement le 16 mars 2020. À la date du 24 octobre 2022, le bilan est de 845 morts.

## Chronologie
Le premier cas est confirmé le 16 mars 2020, suivi par le premier mort le 31 mars, le 10ème décès le 20 avril 2020 et le 100ème décès en août 2021.
La barre des 10 cas est dépassée le 22 mars 2020; le nombre de cas confirmés étant de 12. Celle des 100 cas est dépassée le 17 avril 2020; le nombre de cas confirmés étant de 147. Celle des 1 000 cas est dépassée le 29 juillet 2021; le nombre de cas étant de 1 017. Celle des 10 000 cas est dépassée le 8 août 2021; le nombre de cas étant de 16 970.

## Statistiques

Nombre de cas en Tanzanie depuis le début de l'épidémie.

Nombre de morts en Tanzanie depuis le début de l'épidémie.

## Prévention

Port du masque.
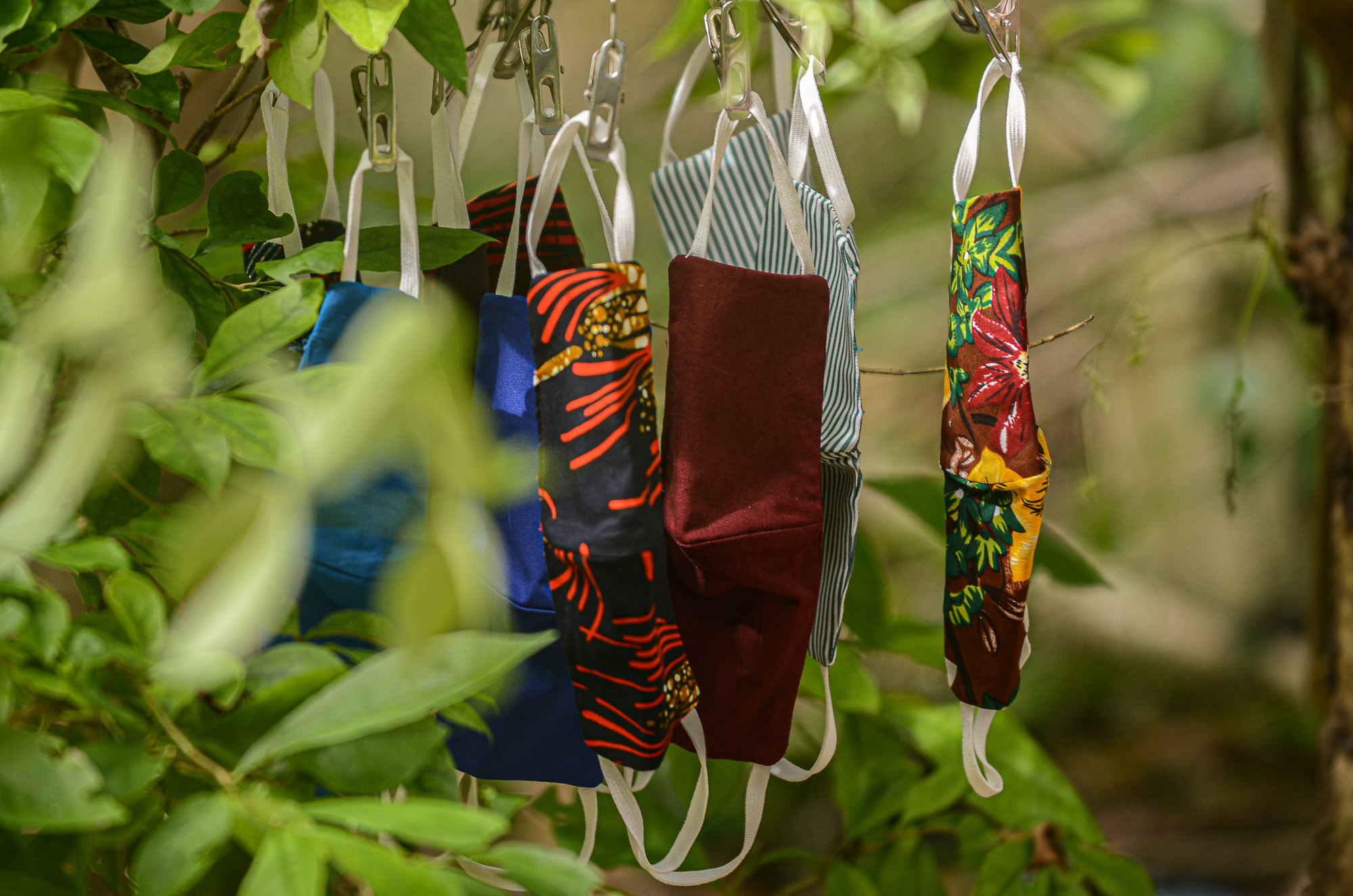
Production locale de masques.
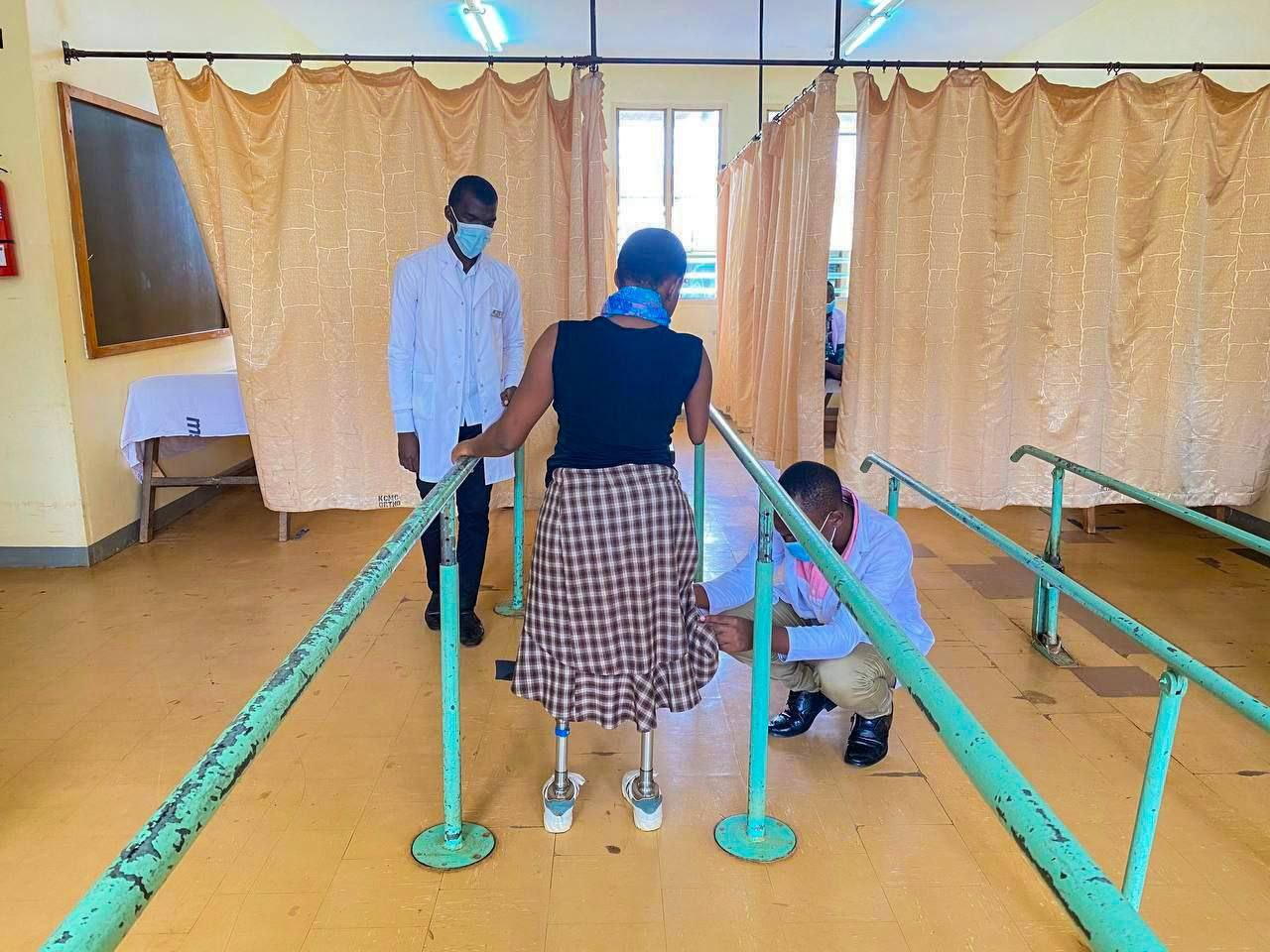
Port du masque à l'hôpital.
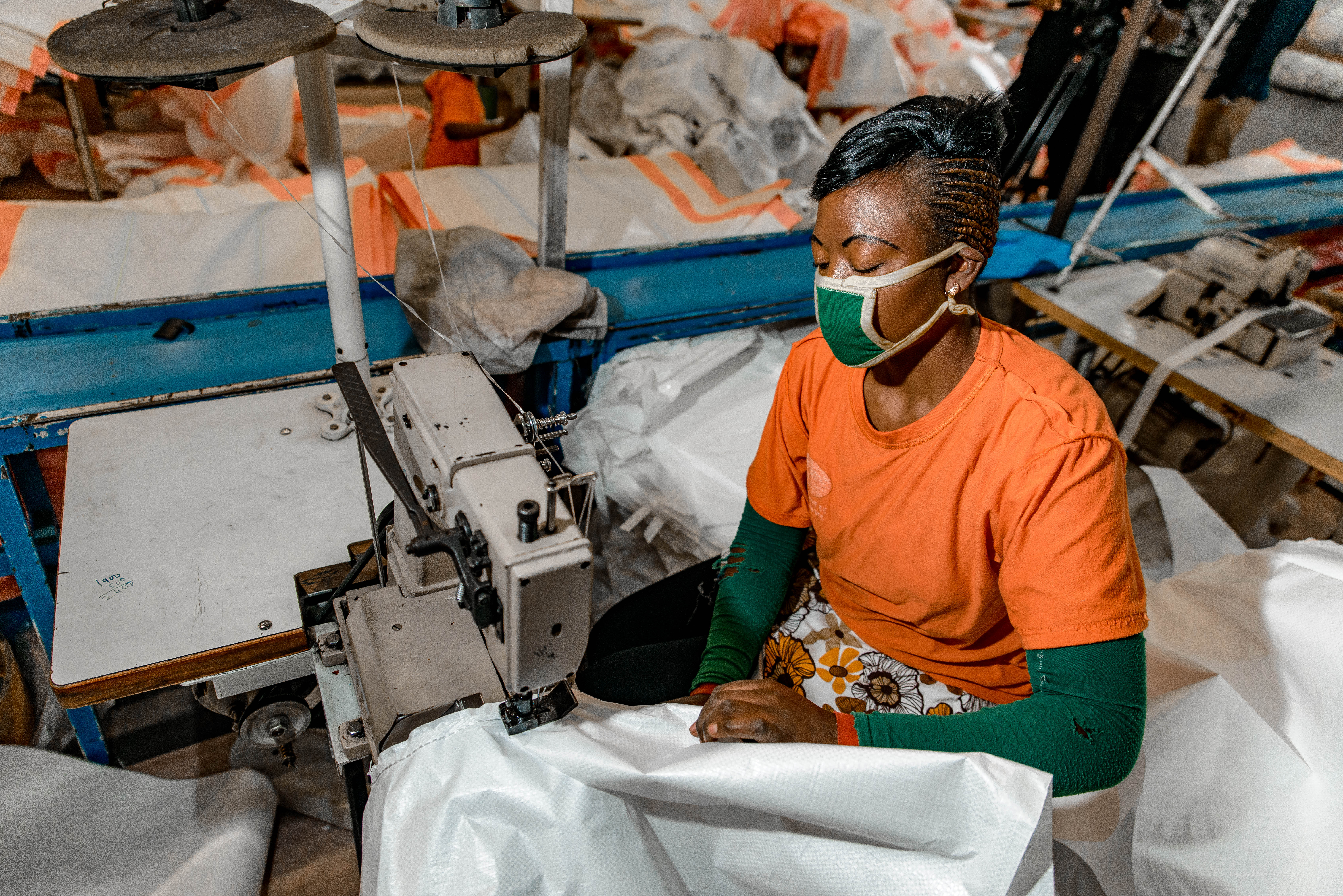
Port du masque au travail.
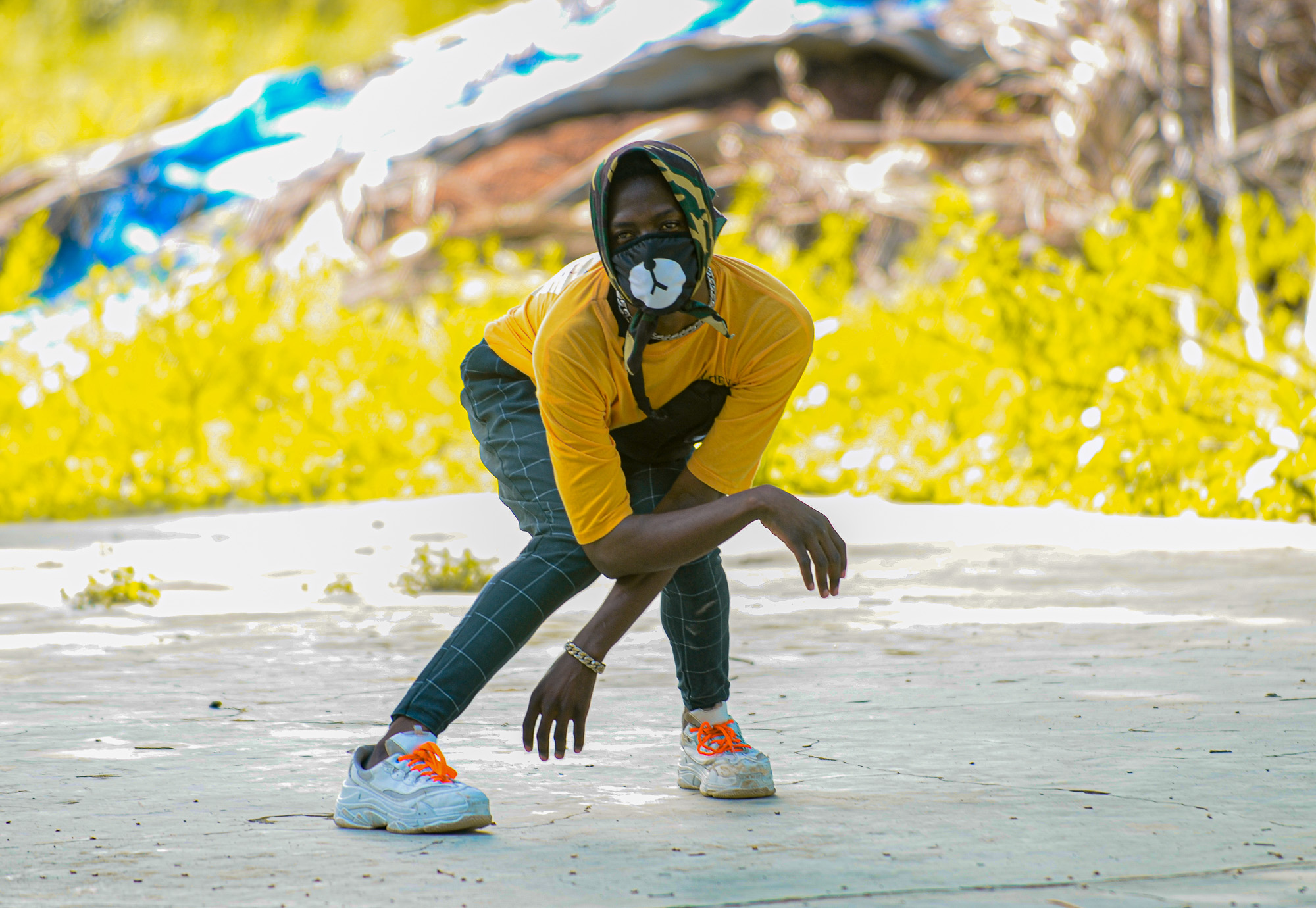
Port du masque pendant les loisirs.